# Монтерацано (Витербо)
Монтерацано је насеље у Италији у округу Витербо, региону Лацио.
Према процени из 2011. у насељу је живело 50 становника. Насеље се налази на надморској висини од 301 м.